# Cat (유닉스)

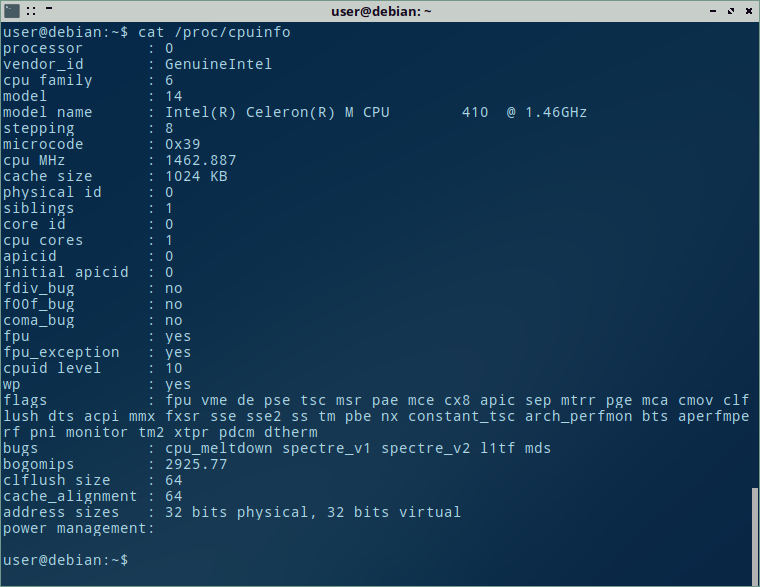

cat 명령어는 파일들을 연결하고 표시하기 위해 사용되는 표준 유닉스 프로그램이다. 이름은 concatenate(연결하다)의 동의어인 catenate에서 유래하였다.

## 규격
단일 유닉스 규격은 인수들로서 일정한 순서로 주어지는 각각의 파일들이 그 내용을 각각의 바이트들이 그것들이 읽혀지는 그대로 출력되도록 동일한 순서로서 표준 출력어에 쓰도록 지정한다. 또한 단일 유닉스 규격은 -u라는 하나의 옵션을 명령한다.
만약 파일명이 -로 지정된다면 cat은 그 순서 안에 있는 바로 그 지점에서 표준 입력어를 읽는다. 만약 어떠한 파일들도 지정되지 않았다면 cat은 입력되는 표준 입력어를 읽는다.

## 예시
여러개의 파일들을 합치는 명령은 다음과 같다.
```
cat xaa xab xac > 파일이름
```

또는
```
cat xa[a-c] > 파일이름
```

### 확장
cat의 BSD 버전(OpenBSD 메뉴페이지에 따라서)과 cat의 GNU coreutils 버전은 다음과 같은 옵션들을 지정한다:
- -b (GNU only: --number-nonblank): 공백이 없는 출력어에 순서를 매긴다
- -n (GNU only: --number): 모든 출력어에 순서를 매긴다
- -s (GNU only: --squeeze-blank): 수많은 근접한 공백들을 밀착시킨다
- -v (GNU only: --show-nonprinting): 출력되지 않은 글자들을 보이는 것처럼 표시한다. 단 텝과 마지막 문자열은 제외한다.
- -t on BSD, -T on GNU: -v을 의미하나 ^I로서 텝을 표시할 수도 있다.
- -e on BSD, -E on GNU: -v을 의미하나 $로서 마지막 문자열을 표시할 수도 있다.

## 유닉스 문화

### Jargon File 정의
Jargon File 버전 4.4.7은 cat의 정의로서 다음을 열거한다:

전체 파일을 스크린에 분출하거나 정지없이 어떤 다른 출력 싱크에 분출한다 (blast와 동의어).

확장어로서는 많은 양의 데이터를 준비되지 않은 타겟에 쏟아버리거나 조심스럽게 그 데이터를 열람하려는 의도없이 쏟아버리는 것을 말한다. 사용법: 바보처럼 간주된다. 드문 외부 유닉스 사이트들. 같이 보기: dd와 BLT

유닉스 팬들 중에서 cat(1)는 사용자 인터페이스 디자인의 훌륭한 예로서 간주된다. 그 이유는 파일들 사이의 무수한 공간이나 헤더들과 같은 것들 없이 파일 내용물을 전달해 주기 때문이다. 또한 문자열로 구성하려는 파일만을 요구하지 않고 어떤 종류의 데이터라도 처리할 수 있기 때문이다.

유닉스 비판자들 사이에서는 cat(1)은 너무나 불분명한 이름 때문에 나쁜 사용자 인터페이스 디자인의 기본적인 예로 간주된다. 이것은 두 개 혹은 그 이상의 파일들을 연결하려기보다는 하나의 파일을 표준 출력어로 보내기 위해서 보다 많이 사용된다. 전자의 연산에 대한 cat 이름은 말하자면 리스프의 cdr만큼 직관적이지 않다.

이러한 대항들은 일종의 만들어진 성전이다....  UUOC을 함께보라.

### cat의 쓸모없는 사용
UUOC은 "Useless Use of cat(cat의 쓸모없는 사용)"을 의미한다. comp.unix.shell에서 얻어진 지혜를 준수하므로 "cat의 목적은 파일들을 연결(혹은'catenate')하는 것이다. 만약 오직 하나의 파일만이 있다면, 그 파일을 아무것과도 연결시키지 않는다면 이는 시간 낭비이고 프로세스를 낭비하는 일이다." 그럼에도 불구하고 아래 같은 일을 하는 사람들이 있다.
```
cat
 
file
 | 
some_command and its args
 .....
```

동일하고 더 저렴한 것 대신에
```
<
file
 
some_command and its args
 ...
```

이나 (동일하고 보다 더 규범적으로)
```
some_command and its args
 ... <
file
```

1995년 이래로 UUOC에 대한 정기적인 상이 수여되었고, 이는 일반적으로 펄 권위자인 Randal L. Schwartz에 의해서 주어진다. 이 상과 다른 비슷한 상들에 대한 웹 페이지가 있다. 영국인 해커들 사이에서는 UUCO의 정형화된 예들의 활동이 때때로 demoggification으로 불린다.
가벼운 편집증 환자들은 많은 유명한 키보드 매핑들에서 < 와 > 키가 다른 키들 옆에 있도록 주어진 경우들에 대해서는 cat을 사용하는 것이 여전히 더 안전하다고 간주한다. 리스크가 낮다고 할지라도 < 대신에 > 을 사용하는 영향은 매우 크고 굉장히 비쌀 수 있다.

## zcat
zcat은 cat과 비슷한 유닉스 프로그램으로, 개별 파일들의 압축상태를 풀고 그것들을 표준 출력어에 연결시킨다. 일반적으로 zcat은 compress로 압축된 파일들에서 작동되었으나, 오늘날에는 gzip이나 심지어는 bzip2 아카이브들에서도 작동될 수 있다. 이러한 시스템들에서는 gunzip -c과 동일하다.

## 같이 보기
- Coreutils
- 유닉스 명령어 목록
- split, 파일을 cat이 다시 연결할 수 있는 조각들로 분리시키는 명령어
- tac, 파일들을 반대로 연결시킬 수 있는 비슷한 도구
- type, a DOS, OS/2 그리고 마이크로소프트 윈도우 명령어로 파일의 내용물을 표시한다.

### 매뉴얼 페이지
- cat(1): 파일들을 작성하거나 합침 – GNU Coreutils reference

- cat(1) – 리눅스 사용자 명령어 매뉴얼 페이지

- cat(1) – 리눅스 사용자 매뉴얼 – User Commands

- cat(1): 파일들을 합치거나 출력 – OpenBSD 일반 명령어 매뉴얼 페이지

- cat(1) – FreeBSD 일반 명령어 매뉴얼 페이지

### 기타
- UUOC awards